# Шаламага Іван Михайлович
Іван Миха́йлович Шалама́га (позивний «Бескид», нар. 7 липня 1997, Сколе, Україна) — український військовий, майор, заступник командира 47-ї окремої механізованої бригади «Ма́ґура».

## Біографія

### Освіта, початок служби
Народився 7 липня 1997 року у місті Сколе Львівської області. Випускник Львівського ліцею з посиленою військово-фізичною підготовкою імені Героїв Крут та Національної академії сухопутних військ імені Гетьмана Петра Сагайдачного (закінчив у 2018 році).
Після закінчення Академії розпочав службу лейтенантом, командиром взводу 30-ї ОМБр. У 2022 році отримав звання капітана Збройних сил України.

### Російсько-українська війна
У 2018 році відбув першу ротацію до зони бойових дій. Як командир взводу вивів підрозділ на Світлодарську дугу. Згодом виконував бойові завдання під час оборони Попасної, Новолуганського, Зайцевого. З 2019 року командир роти, а з 2021 року заступник командира механізованого батальйону у 30-й окремій механізованій бригаді імені князя Костянтина Острозького. У цій бригаді розвивав напрямок ударних БПЛА.
З початку повномасштабного вторгнення Росії в Україну командував підрозділом, який успішно обороняв Новолуганське. У березні 2022 року підрозділ під командуванням Івана Шаламаги зупинив наступ ворога, прийнявши бій за Висоту 326. У цьому бою противник відступив, зазнавши суттєвих втрат у живій силі та техніці.
У травні 2022 року очолив новостворений штурмовий підрозділ — 47-й окремий батальйон. Вже у червні 2022 року батальйон під командуванням Івана Шаламаги брав участь у боях за Вуглегірську ТЕС.
З листопада 2022 після переформатування 47-го полку в бригаду став заступником її командира.

## Нагороди
- Пам'ятний знак та Почесна грамота Кабінету Міністрів України (2018)
- Нагрудний знак «За зразкову службу» (2019)
- Медаль за участь у боях «Світлодарська дуга» (2019)[6]
- Нагрудний знак «Козацький хрест» III ст. (2020)
- Орден «За мужність» III ст. (2021)[7]